# アレックス・ノース
アレックス・ノース（Alex North、1910年12月4日 - 1991年9月8日）は、アメリカ合衆国の作曲家。

## 略歴
本名イサドア・ソイファー（Isadore Soifer）。ペンシルベニア州チェスター出身のロシア系ユダヤ人。フィラデルフィアのカーティス音楽学校でピアノをジョージ・ボイルに学び、20歳の時にジュリアード音楽院に移った。1933年から1934年までモスクワ音楽院に留学。帰国後はエルンスト・トッホとアーロン・コープランドに師事。
1930年代から1940年代にかけてドキュメンタリー映画の音楽を手がけた。1946年にはベニー・グッドマンのために『クラリネットとオーケストラのためのレビュー』を作曲した。1949年、アーサー・ミラー脚本・エリア・カザン演出の『セールスマンの死』の舞台音楽を手がけ、1951年に映画化された時にもノースのスコアが使われた。カザンとの友情は彼をハリウッドへと導き、『欲望という名の電車』の音楽を作曲した。他の作品として『スパルタカス』（1960年）、『荒馬と女』（1961年）、『クレオパトラ』（1963年）、『ヴァージニア・ウルフなんかこわくない』（1966年）、『女と男の名誉』（1985年）などがある。作風はジャズの要素や現代音楽の要素を取り入れたものとなっている。アカデミー作曲賞には15回ノミネートされたが、結局受賞はできなかった。
また、1955年の映画『アンチェインド』（日本未公開）の主題歌「アンチェインド・メロディ」を作曲、後にライチャス・ブラザーズがカバーし、これが1990年の映画『ゴースト/ニューヨークの幻』の主題歌に採用され、大ヒットした。
スタンリー・キューブリック監督の『2001年宇宙の旅』（1968年）の音楽は当初ノースが担当で、録音も進んでいた（この最中にノースは過労で倒れてしまった）。しかし、キューブリックがクラシック音楽の既成曲を用いると決めたため、ノースが作った曲はすべて没にされた。ノースはこれに激怒し、訴訟寸前にまで至った。なお彼が「2001年～」用に作曲した音楽は、ノースに私淑していたジェリー・ゴールドスミスによって録音され、「2001年～デストロイド・バージョン」というCDで聞くことができる。
2010年8月、映画『スパルタカス』の公開50周年と、ノースの生誕100周年を記念して、『スパルタカス』のサントラCDの完全版が発売された。

## 主な作品
- 欲望という名の電車 A Streetcar Named Desire (1951)
- 革命児サパタ Viva Zapata! (1951)
- セールスマンの死  Death of a Salesman (1951)
- 荒野の襲撃 Pony Soldier (1952)
- デジレ Désirée (1954)
- スピードに命を賭ける男 The Racers (1954)
- 足ながおじさん Daddy Long Legs (1955)
- 街中の拳銃に狙われる男 Man with the Gun (1955)
- バラの刺青  The Rose Tattoo (1955)
- 明日泣く I'll Cry Tomorrow (1955)
- 雨を降らす男 The Rainmaker (1956)
- ながれ者 The King and Four Queens (1956)
- 悪い種子 The Bad Seed (1956)
- 女優志願 Stage Struck (1958)
- 南海の冒険 South Seas Adventure (1958)
- 長く熱い夜 The Long, Hot Summer (1958)
- スパルタカス Spartacus (1960)
- 噂の二人 The Children's Hour (1961)
- 荒馬と女 The Misfits (1961)
- クレオパトラ Cleopatra (1963)
- 暴行 The Outrage (1964)
- シャイアン Cheyenne Autumn (1964)
- 華麗なる激情 The Agony and The Ecstasy (1965)
- ヴァージニア・ウルフなんかこわくない Who's Afraid of Virginia Woolf? (1966)
- コマンド戦略 The Devil's Brigade (1967)
- 栄光の座 The Shoes of the Fisherman (1968)
- ウイラード Willard (1971)
- 弾丸を噛め Bite the Bullet (1974)
- シャレード'79 Somebody Killed Her Husband (1978)
- ドラゴンスレイヤー Dragonslayer (1981)
- 火山のもとで Under the Volcano (1984)
- 女と男の名誉 Prizzi's Honor (1985)
- ザ・デッド/「ダブリン市民」より The Dead (1987)
- グッドモーニング, ベトナム Good Morning, Vietnam (1987)

## 受賞歴

### アカデミー賞
受賞
1986年 アカデミー名誉賞
ノミネート
1952年 アカデミードラマ・コメディ音楽賞:『セールスマンの死』、『欲望という名の電車』
1953年 アカデミードラマ・コメディ音楽賞:『革命児サパタ』
1956年 アカデミー劇・喜劇映画音楽賞:『バラの刺青』
1956年 アカデミー歌曲賞 (アンチェインド・メロディ) ※作曲:『Unchained』
1957年 アカデミー劇・喜劇映画音楽賞:『雨を降らす男』
1961年 アカデミードラマ・コメディ音楽賞:『スパルタカス』
1964年 アカデミー作曲賞:『クレオパトラ』
1966年 アカデミー作曲賞:『華麗なる激情』
1967年 アカデミー作曲賞:『バージニア・ウルフなんかこわくない』
1969年 アカデミー作曲賞:『栄光の座』
1975年 アカデミー作曲賞:『Shanks』
1976年 アカデミー作曲賞:『弾丸を噛め』
1982年 アカデミー作曲賞:『ドラゴンスレイヤー』
1985年 アカデミー作曲賞:『火山のもとで』

### ゴールデングローブ賞
受賞
1969年 作曲賞:『栄光の座』
ノミネート
1961年 作曲賞:『スパルタカス』